# みすずハイウェイバス
みすずハイウェイバスはアルピコ交通（長野支社）・伊那バス・信南交通が共同運行する長野・松本から長野自動車道・中央自動車道を経由して伊那地区を結ぶ高速バスの愛称。
なお、本項目ではアルピコ交通が単独運行していた長野 - 松本間長野自動車道経由高速バスについても解説を行う。

## 概説
本路線のルーツは、1952年より運行を開始した「みすず急行バス」である。長野・松本と伊那地区を結ぶバス路線として開通したが、モータリゼーションの影響や1972年に運転開始された国鉄中央西線の特急「しなの」に需要を奪われ、1978年には運休に追い込まれてしまった。
転機になったのは、全国的に高速バス路線開設がブームとなっていた1980年代後半、長野自動車道の一部開通とすでに伊那地区では中央自動車道が開通していたことから、高速バス路線「みすずハイウェイバス」として運行再開された。
- この背景には、1984年に運行開始した中央高速バス新宿線の利用率・収益性の高さが関係しており、1985年には信南交通・伊那バスとも単年度黒字を計上した。

しかし、運行開始当初は豊科 - 長野間が一般道経由のため鉄道と比べると速達性には難があり、一時は減便を余儀なくされた。もっともこれは当初から想定の範囲内で路線自体の運休にまでは至らず、長野自動車道全通に伴い「みすず急行」は完全な高速バスへ移行となった。
近年の運転手不足を理由に長野ー松本線（長野駅 - 松本バスターミナル）の運行を2024年4月1日に廃止するなど厳しい状況である。これにより当路線の松本地区におけるバス停は長野道松本と長野道神林のみとなる。

## 沿革
- 1952年3月 - 長野〜飯田間179.4kmを結ぶ急行バス路線「みすず急行」が全区間一般道経由所要時間5時間40分で、信南交通・伊那自動車（現：伊那バス）・松本電気鉄道・川中島自動車（現：川中島バス）の共同で運行開始。
- 1978年3月 - 乗客減少により「みすず急行」運行休止。
- 1988年9月1日 - 長野自動車道の岡谷 - 豊科間の開通に伴い、運休中だった「みすず急行」を高速バスとして運行再開。さらに愛称を「みすずハイウェイバス」へ改称。長野 - 飯田・駒ヶ根系統で運行を開始。飯田線の所要時間は3時間50分。運行番号は長野⇒飯田が6100番台、松本⇒飯田が6300番台。松本⇔長野間は6500番台とされた[1][2]。
- 1993年3月26日 - 長野自動車道全通に伴い、豊科以北も高速道経由に変更。所要時間は3時間へ大幅に短縮。松本電鉄バス・川中島バスにより長野 - 松本線、川中島バス・諏訪バスにより長野 - 諏訪線を運行開始。長野 - 飯田・駒ヶ根線はそれぞれ7往復・4往復に増便。
- 1993年7月1日 - 長野 - 松本線を20往復に増便。
- 1994年6月1日 - 長野 - 駒ヶ根線休止。
- 1994年7月26日 - 長野 - 松本空港線開設。同線は2002年11月1日いったん廃止されたが、2010年6月1日より再開[3]。
- 1995年4月16日 - 長野 - 諏訪線休止。
- 1996年 - 長野 - 駒ヶ根・伊那線ならびに長野 - 富士見・茅野・諏訪・岡谷線を廃止。
- 2004年7月1日 - 発車オ〜ライネットでインターネット予約を開始[4]。これに伴い運行番号が長野⇒飯田が100番台、飯田⇒長野が0番台へ変更。
- 2004年12月1日 - 飯田駅への乗入れを開始[5]。
- 2005年6月1日 - 長野 - 松本・飯田線を長野駅経由に変更。末広町停留所を廃止[6]。
- 2006年3月3日 - 5月27日までの期間限定で長野 - 飯田の増発実験を実施[7][8]。
- 2009年2月16日 - 松本BT⇒松本インター前⇒長野県庁直行便の試験運行を開始[9]。さらに同月20日より松本BT⇒松本インター前⇒長野道豊科⇒長野県庁直行便の試験運行も開始。新規停留所に長野道豊科（現：長野道安曇野）を追加 [10]。また12月16日からは長野 - 松本線（区間便含む）の昼間時運転間隔を60分から90分間隔とし平日19.5往復・土休日13往復から平日19往復・土休日11往復に、松本 - 飯田線を終日5往復から3往復にそぞれ減便[11]。
- 2010年12月1日 - 松本 - 飯田線を廃止し松本電気鉄道・諏訪バスが共同運行から撤退[12][13]。また月曜日のみ運行されていた長野県庁5時10分発→飯田を廃止するとともに終日9往復（+月曜0.5往復）から8往復に減回。また一部便で時刻変更[14]。長野 - 松本線は、長野県庁および松本BT9:30発便が廃止になった代わりに、同12:00発便が新設したことにより、60分間隔の運行時間帯が7 - 10時台（9時台は30分間隔）から7時 - 平日13時・土休日11時台に拡大するなどの時刻変更を行ったほか、平日朝に松本インター前→松本BTの区間便1便新設。
- 2011年7月1日 - 近距離運賃区の運賃（500円以下）を一律500円に値上げ[15] 。
- 2011年10月1日 - 飯田商工会館ビルの全面改築に伴い飯田バスセンターを廃止。起終点を飯田駅前に変更[16]。
- 2012年2月1日 - 長野県庁の乗車場所を変更[17]。
- 2014年4月1日 - 消費税8%への税率アップにより運賃体系を一部変更[18]。飯田商工会館ビルの全面改築に伴いバス停を新設し、起終点を飯田駅前⇒飯田商工会館に変更[19]。
- 2015年12月16日 - 長野側　長野県庁⇒昭和通りへ始発地変更＜昭和通り⇒長野県庁（妻科）⇒通過：長野BT[20]⇒長野駅前⇒長野バスターミナル⇒松本・飯田方面の順となる。＞（飯田・松本⇒長野は　従来通り長野ＢＴ⇒長野駅前⇒昭和通り⇒長野県庁（妻科）終着）[21]。[22]。[23]。
- 2021年1月1日 - 筑北SIC建設のため、長野道本城バス停が廃止。
- 2021年4月3日 - ダイヤ改定。下りの始発地を長野駅に変更（長野駅 → 昭和通り → 長野県庁 → 長野バスターミナル→丹波島橋南）[24]
- 2024年4月1日 - 長野飯田間を8本（長野発4本、飯田発4本）をこの日から当面の間運休および長野ー松本線廃止。
- 2025年4月1日 - 新型機コロナウイルス感染拡大に伴う利用減少で4往復にしていた便数を7往復に増便。

## 運行系統

### 路線一覧
- 長野飯田線
運行会社：アルピコ交通長野支社・伊那バス・信南交通
当系統では全席予約指定制のため、乗車前にあらかじめ事前の予約が必要。

#### 過去の運行事業者
| 松本電気鉄道 |  | 諏訪バス |
| 松本電気鉄道 |  | 諏訪バス |

- 長野 - 飯田線
  - 松本電気鉄道・諏訪バス：2010年11月30日を最後に共同運行から撤退

#### 廃止路線
- 松本 - 飯田線：2010年11月30日以って廃止
  - 運行会社：松本電気鉄道 全席予約指定制のため乗車前にあらかじめ事前の予約が必要。
- 長野松本線：2024年3月31日を以て廃止
運行会社：アルピコ交通本社・長野支社
当系統では予約不要の定員制のため、始発地区にて満席時には途中停留所から乗車できない。
  - 一部便は松本合同庁舎発着となり、松本バスターミナルには発着しない。
  - 土休日と年末年始は全便運休になる。

### 停車停留所一覧
▲・△・▼・▽…頂点が向いている方向のみ乗降可能（白印は一部便停車）
◆・◇…双方向に乗降可能（白印は一部便停車）
| 停車停留所名         | 長野飯田線 | 長野松本線 | 長野松本合同庁舎線 | 備考 |
| -------------------- | ---------- | ---------- | ------------------ | --- |
| 長野県庁（妻科）     | ▼          | ▼          | ▼                  | 2021年4月3日より、始発地が長野駅⇒昭和通り⇒長野県庁 終着は飯田⇒長野県庁のまま。終着は松本⇒長野県庁のまま 。       |
| 昭和通り             | ▼          | ▼          | ▼                  | 2015年12月16日より、始発地が昭和通り⇒長野県庁 終着は飯田⇒長野県庁のまま。終着は松本⇒長野県庁のまま一部便は通過。 |
| 長野駅               | ▼          | ▼          | ▼                  | 善光寺口7番のりば（川中島バス総合案内所前）発 一部便通過                                                         |
| 長野バスターミナル   | ▼          | ▼          | ▼                  | 一部便は通過 |
| 丹波島橋南           | ▼          | ▽          | ▼                  | 一部便は通過 |
| 川中島古戦場         | ▼          | ▽          | ▼                  | 一部便は通過 |
| 長野インター前       | ▼          | ▽          | ▼                  | 一部便は通過 |
| 長野道姨捨           | ◇          | ◆          | ◇                  | 一部便は通過 |
| 長野道坂北           | ◇          | ◆          | ◇                  | 一部便は通過 |
| 長野道四賀           | ◇          | ◆          | ◇                  | 一部便は通過 |
| 長野道明科           | ◇          | ◆          | ◇                  | 一部便は通過 |
| 長野道安曇野         | ◇          | ◆          | ◇                  | 一部便は通過 |
| 長野道松本           | ◆          | ∥          | ∥                  | |
| 松本インター前       | ∥          | ◆          | ◇                  | 一部便は通過 |
| 松本合同庁舎         | ∥          | ∥          | ▲                  | |
| 松本バスターミナル   | 〃         | ▲          |                    | 松本駅お城口（東口）前                                                                                           |
| 松本インター前       | ∥          |            |                    | |
| 長野道神林           | ◆          |            |                    | |
| 長野道広丘野村       | ◆          |            |                    | |
| 長野道みどり湖       | ◆          |            |                    | |
| 長野道岡谷           | ◇          |            |                    | 一部便は通過 |
| 中央道川岸           | ◆          |            |                    | |
| 中央道辰野           | ◆          |            |                    | |
| 中央道箕輪           | ◆          |            |                    | |
| 中央道伊那インター   | ▲          |            |                    | |
| 中央道西春近         | ▲          |            |                    | |
| 中央道宮田           | ▲          |            |                    | |
| 中央道駒ヶ根インター | ▲          |            |                    | |
| 飯島                 | ▲          |            |                    | |
| 松川                 | ▲          |            |                    | |
| 高森                 | ▲          |            |                    | |
| 上飯田               | ▲          |            |                    | |
| 伊賀良               | ▲          |            |                    | |
| 飯田駅前             | ▲          |            |                    | |
| 飯田                 | ▲          |            |                    | 旧：飯田バスセンター⇒「飯田商工会館」                                                                            |

### 乗降停留所の変更
- 2005年6月1日
  - 長野バスターミナル降車停留所を、第一法規前⇒ギャラリー82会館前に変更
  - 長野駅・末広町廃止、⇒長野駅前川中島バス案内所前を新設
- 2012年2月1日
  - 長野県庁の乗車箇所を変更
- 2021年1月1日
  - 長野道本城停留所を廃止。

### 廃止路線
- 長野 - 伊那〈駒ヶ根〉線（1994年6月1日の運行を最後に休止）
  - 長野県庁・長野駅-（この間はみすずハイウェイバスと同一停留所）-中央道箕輪- 伊那インター前 - 伊那市 - 沢渡 - 宮田 - 駒ヶ根市
  - 運行会社：伊那バス・川中島バス・諏訪バス3往復。
- 長野 - 諏訪〈岡谷・上諏訪・茅野・富士見〉線（1995年4月16日の運行を最後に休止）
  - 長野県庁・長野駅（この間はみすずハイウェイバスと同一停留所） - 長野道みどり湖 -今井 - 岡谷市役所前 - 長地 - 下諏訪 - 上諏訪駅 - 茅野バスターミナル- 富士見駅
  - 運行会社：川中島バス・諏訪バス3往復。
- 松本 - 飯田線（2010年11月30日の運行を最後に廃止）[33]
  - 松本バスターミナル - 松本インター前 - 長野道神林 - 長野道広丘野村 - 長野道みどり湖 - 中央道川岸 - 中央道辰野 - 中央道箕輪 - 中央道伊那インター - 中央道西春近 - 中央道宮田 - 中央道駒ヶ根インター - 飯島 - 松川 - 高森 - 上飯田 - 伊賀良 - 飯田駅前 - 飯田
    - 松本BT - 中央道箕輪間は途中乗降可能、中央道伊那インター - 飯田間は松本行きは乗車専用・飯田行きは降車専用。

## 使用車両
- 長野 - 松本線はWCなし、長野・松本 - 飯田線はWC付のハイデッカーが使用される。中央高速バスに参入している事業者が多いため飯田線では車両も共通運用される。

## その他
- 松本バスターミナル - 松本インター前のみの利用も可能であり、かつては同区間は、ほぼ同じ距離であるタウンスニーカー西コース（現在のコミュニティバス松本島内線）の松本駅アルプス口 - 堀米南よりも安かった。
- 2010年12月1日の松本 - 飯田線廃止に伴い、長野 - 飯田線で伊那方面 - 長野道松本間を乗車した上で、長野 - 松本線の松本インター前 - 松本バスターミナルに乗車して松本バスターミナルへ向かうことを希望する場合は、長野 - 松本線の松本インター前 - 松本バスターミナル間の乗継乗車券が無料で発券される。[34]